# Kristotomus sapporonis
Kristotomus sapporonis là một loài tò vò trong họ Ichneumonidae.